# ピンクの革命
ピンクの革命（ピンクのかくめい,　Pink_Revolution_in_India）または、ピンク革命（ピンクかくめい）はインドの肉類（特に鶏肉）の生産、普及の拡大を表す言葉で「ピンク」は鶏肉の色から肉のことである。

## 解説
インドは国民の79.8％がヒンドゥー教徒であり、14.2％がイスラム教徒であるが、これらの宗教には肉類に関する禁忌が存在する。牛肉を食すことはヒンドゥー教徒にとって禁忌で、豚肉を食すことはイスラム教徒にとって禁忌である。そのため、多くの人々が共通に口にすることができる肉が鶏肉である。1990年代以降のインドの経済発展に伴い肉の需要が増加しているため、近年都市近郊の農村部では、ブロイラー養鶏業を営む農家が増えている。
ピンクの革命は以下の2つの農業革命になぞらえられている。
- 緑の革命 - 1940年代から1960年代にかけて、高収量品種の導入や化学肥料の大量投入などにより穀物の生産性が向上した農業革命。
- 白い革命 - 1970年代からインドにおいてミルクの消費量が急激に増えた農業革命。